# Odessa (Oregon)
Odessa ist eine nichtinkorporierte Ortschaft im Klamath County in Oregon in den Vereinigten Staaten. Der Ort liegt an der Oregon Route 140, einige Kilometer östlich von Rocky Point und 37 Kilometer westlich von Klamath Falls. Die am Odessa Creek liegende Ortschaft wurde in den 1890er Jahren gegründet und war ein Handelsposten im Verkehr mit den Indianern. Ein Postamt gab es in Odessa von 1902 bis 1919.

## Belege
1. ↑  Odessa Post Office (historical). In: Geographic Names Information System. United States Geological Survey, United States Department of the Interior, abgerufen am 15. Februar 2011 (englisch).